# Bill's Boy
Bill's Boy è un cortometraggio muto del 1914 diretto e interpretato da Harry Mainhall.

## Produzione
Il film fu prodotto dalla Essanay Film Manufacturing Company.

## Distribuzione
Distribuito dalla General Film Company, il film - un cortometraggio di una bobina - uscì nelle sale cinematografiche USA l'8 settembre 1914.